# Igor Michailowitsch Rybak
Igor Michailowitsch Rybak (russisch Игорь Михайлович Рыбак, wiss. Transliteration Igor' Michajlovič Rybak; * 31. März 1934; † 28. September 2005) war ein sowjetischer Gewichtheber.

## Karriere
Igor Rybak war Ukrainer und fand in jungen Jahren zum Gewichtheben. Sein Klub war "Awangard" Charkow. Igor war ein sehr guter Techniker und es gelang ihm, Mitte der 1950er Jahre die damaligen Cheftrainer des sowjetischen Gewichtheberverbandes Jakow Kuzenko und Nikolai Schatow mit seinen Leistungen zu überzeugen. 1956 wurde er bei den Olympischen Spielen in Melbourne im Leichtgewicht eingesetzt. Er rechtfertigte das in ihn gesetzte Vertrauen und wurde im Alter von 22 Jahren Olympiasieger. Danach hatte er Schwierigkeiten, das Gewicht für die Leichtgewichtsklasse (damals 67,5 kg) noch zu bringen und startete in der Mittelgewichtsklasse (bis 75 kg Körpergewicht). In dieser Gewichtsklasse konnte er sich jedoch nicht mehr bei den nationalen Meisterschaften durchsetzen.

## Internationale Erfolge
(OS = Olympische Spiele, EM = Europameisterschaft, Le = Leichtgewicht, Mi = Mittelgewicht)
- 1955, 1. Platz, Welt-Jugendfestspiele, Le, mit 370 kg, vor Said Gouda, Ägypten, 365 kg und Jan Czepułkowski, Polen, 345 kg;
- 1956, 2. Platz, Großer Preis der UdSSR in Moskau, Mi, mit 382,5 kg, hinter Fjodor Bogdanowski, UdSSR, 412,5 kg;
- 1956, 1. Platz, EM in Helsinki, Mi, mit 382,5 kg, vor Krzysztof Beck, Polen, 375 kg und Jan Bochenek, Polen, 362,5 kg;
- 1956, Goldmedaille, OS in Melbourne, Le, mit 380 kg, vor Rawil Chabutdinow, UdSSR, 372,5 kg und Kim Chang Hee, Korea, 370 kg.

## Nationale Meisterschaften
- 1954, 1. Platz, Ukraine, Le, mit 345 kg;
- 1955, 1. Platz, UdSSR-Mannschaftsmeisterschaft, Le, mit 370 kg, vor Chabutdinow, 372,5 kg und Nikolai Saksonow, 365 kg;
- 1956, 2. Platz, UdSSR, Le, mit 375 kg, hinter Alexander Falamejew, 375 kg und vor Chabutdinow, 372,5 kg;
- 1957, 6. Platz, UdSSR, Le, 370 kg, Sieger: Chabutdinow, 380 kg, vor Wiktor Buschujew, 380 kg;
- 1957, 1. Platz, Ukraine, Mi, mit 400 kg;
- 1958, 5. Platz, UdSSR, Mi, mit 400 kg, Sieger: Bogdanowski, 417,5 kg vor Alexander Kurynow, 407,5 kg.